# Radulphius boraceia
Radulphius boraceia là một loài nhện trong họ Miturgidae.
Loài này thuộc chi Radulphius. Radulphius boraceia được miêu tả năm 1995 bởi Bonaldo & Buckup.